# Gli occhi stanchi
Gli occhi stanchi è un film del 1995 diretto da Corso Salani e presentato al Festival Alpe Adria di Trieste.

## Riconoscimenti
- 1997 - Bellaria Film Festival
  - Miglior attrice protagonista ad Agnieszka Czekanska